# Championnat du monde féminin de curling 2018
Navigation
Édition précédente Édition suivante
Le Championnat du monde féminin de curling 2018 se déroule à North Bay (Canada) du 17 au 25 mars 2018.

## Nations participantes
| Organisateur - Canada Amériques - États-Unis Pacifique - Chine - Japon - Corée du Sud | Europe - Allemagne - Tchéquie - Danemark - Italie - Russie - Écosse - Suède - Suisse |

## Équipes
| Canada | Chine | Tchéquie | Danemark | Allemagne |
| --- | --- | --- | --- | --- |
| Skip: Jennifer Jones Third: Kaitlyn Lawes Second: Jill Officer Lead: Dawn McEwen Remplaçante: Shannon Birchard           | Skip: Jiang Yilun Third: Wang Rui Second: Jiang Xindi Lead: Yan Hui Remplaçante: Yao Mingyue                          | Skip: Anna Kubešková Third: Alžběta Baudyšová Second: Tereza Plíšková Lead: Klára Svatoňová Remplaçante: Ezhen Kolchevskaia | Skip: Angelina Jensen Third: Christine Grønbech Second: Camilla Skårberg Jensen Lead: Lina Knudsen Remplaçante: Ivana Bratic | Skip: Daniela Jentsch Third: Emira Abbes Second: Analena Jentsch Lead: Pia-Lisa Schöll Remplaçante Josephine Obermann |
| Italie | Japon | Russie | Écosse | Corée du Sud |
| Skip: Diana Gaspari Third: Veronica Zappone Second: Stefania Constantini Lead: Angela Romei Remplaçante: Chiara Olivieri | Skip: Tori Koana Third: Kaho Onodera Second: Mao Ishigaki Lead: Arisa Kotani Remplaçante: Yuna Kotani                 | Skip: Victoria Moiseeva Third: Yulia Portunova Second: Galina Arsenkina Lead: Julia Guzieva Remplaçante: Anna Sidorova      | Skip: Hannah Fleming Third: Jennifer Dodds Second: Alice Spence Lead: Vicky Wright Remplaçante: Sophie Jackson               | Skip: Kim Eun-jung Third: Kim Kyeong-ae Second: Kim Seon-yeong Lead: Kim Yeong-mi Remplaçante: Kim Cho-hi             |
| Suède | Suisse | États-Unis | | |
| Skip: Anna Hasselborg Third: Sara McManus Second: Agnes Knochenhauer Lead: Sofia Mabergs Remplaçante: Jennie Wåhlin      | Skip: Binia Feltscher Third: Irene Schori Second: Franziska Kaufmann Lead: Carole Howald Remplaçante: Raphaela Keiser | Skip: Jamie Sinclair Third: Alexandra Carlson Second: Vicky Persinger Lead: Monica Walker Remplaçante: Jenna Martin         | | |

## ClassementRound Robin
| Pays         | Skip              | V  | D  | PP  | PC | Ends Won | Ends Lost | Blank Ends | Stolen Ends | Shot Pct. | DSC   |
| ------------ | ----------------- | -- | -- | --- | -- | -------- | --------- | ---------- | ----------- | --------- | ----- |
| Canada       | Jennifer Jones    | 12 | 0  | 102 | 54 | 52       | 43        | 4          | 14          | 85%       | 21.72 |
| Suède        | Anna Hasselborg   | 10 | 2  | 82  | 59 | 49       | 38        | 11         | 13          | 88%       | 30.32 |
| Corée du Sud | Kim Eun-jung      | 8  | 4  | 79  | 59 | 42       | 35        | 2          | 17          | 82%       | 43.45 |
| Russie       | Victoria Moiseeva | 7  | 5  | 83  | 60 | 48       | 40        | 10         | 14          | 84%       | 24.44 |
| Tchéquie     | Anna Kubešková    | 6  | 6  | 75  | 75 | 38       | 39        | 9          | 6           | 79%       | 62.09 |
| États-Unis   | Jamie Sinclair    | 6  | 6  | 78  | 67 | 52       | 45        | 11         | 14          | 84%       | 34.97 |
| Chine        | Jiang Yilun       | 6  | 6  | 76  | 93 | 43       | 48        | 5          | 8           | 77%       | 61.42 |
| Suisse       | Binia Feltscher   | 5  | 7  | 64  | 78 | 42       | 43        | 9          | 9           | 78%       | 42.26 |
| Écosse       | Hannah Fleming    | 5  | 7  | 67  | 76 | 43       | 42        | 6          | 15          | 77%       | 59.92 |
| Japon        | Tori Koana        | 5  | 7  | 72  | 82 | 45       | 43        | 7          | 8           | 79%       | 39.62 |
| Danemark     | Angelina Jensen   | 3  | 9  | 63  | 95 | 40       | 53        | 3          | 10          | 75%       | 64.46 |
| Allemagne    | Daniela Jentsch   | 3  | 9  | 59  | 79 | 36       | 48        | 13         | 5           | 77%       | 68.4  |
| Italie       | Diana Gaspari     | 2  | 10 | 59  | 90 | 41       | 51        | 10         | 13          | 76%       | 49.27 |

## Tableau final
|  | Quarts de finale | Quarts de finale |              |    | Demi-finales | Demi-finales |  |  | Finale | Finale |
|  | Quarts de finale | Quarts de finale |              |    | Demi-finales | Demi-finales |  |  | Finale | Finale |
|  |                  |                  |              |    |              |              |  |  |        |        |
|  |                  |                  |              |    |              |              |  |  |        |        |
|  |                  |                  |              |    |              |              |  |  |        |        |
|  | Canada           | 9                |              |    |              |              |  |  |        |        |
|  | Canada           | 9                | Corée du Sud | 3  |              |              |  |  |        |        |
|  | États-Unis       | 7                | Corée du Sud | 3  |              |              |  |  |        |        |
|  | États-Unis       | 7                | États-Unis   | 10 |              |              |  |  |        |        |
|  |                  |                  | États-Unis   | 10 | Canada       | 7            |  |  |        |        |
|  |                  |                  |              |    | Canada       | 7            |  |  |        |        |
|  |                  | Suède            | 6            |    |              |              |  |  |        |        |
|  | Russie           | Suède            | 6            | 7  |              |              |  |  |        |        |
|  | Russie           | Suède            | 7            | 7  |              |              |  |  |        |        |
|  | Tchéquie         | Suède            | 7            | 3  |              |              |  |  |        |        |
|  | Tchéquie         | Russie           | 6            | 3  |              |              |  |  |        |        |
|  |                  | Russie           | 6            |    |              |              |  |  |        |        |

|  | Médaille de bronze |            |   |
|  |                    |            |   |
|  | États-Unis         | États-Unis | 5 |
|  | Russie             | Russie     | 6 |